# SingLiesel Verlag
Der SingLiesel Verlag entwickelt Bücher und Spiele für  Senioren. Darüber hinaus veranstaltet der Verlag  Fortbildungen für Betreuungs- und Pflegekräfte.

## Geschichte
Der SingLiesel Verlag wurde 2012 als Initiative Angehöriger von Menschen mit Demenz gegründet. Ziel war es, unterhaltsame Beschäftigungsangebote zu entwickeln, die zugleich Unterstützung bei der nicht immer einfachen Begleitung von Menschen mit Demenz ermöglichen.
Inzwischen bietet der Verlag  Produkte für die Unterhaltung älterer Menschen und für die Unterstützung von Angehörigen und Fachkräften an. Die Produktentwicklung des Verlags erfolgt in Zusammenarbeit mit  Experten aus der Altenpflege, Gerontologie und Psychologie.
Der SingLiesel Verlag spendete  Bücher und Spiele an Bibliotheken und Pflegeheime.

## Produkte
Das Sortiment des Verlags umfasst unter anderem:
- Rateboxen, Memo-Spiele und Quizbücher für  Senioren mit und ohne Demenz,
- Vorlesegeschichten und interaktive Texte für ältere Menschen. Das Buch "Die schönsten Sprichwortgeschichten rund um Haus und Hof" und weitere Titel dieser Reihe werden von der Stiftung Lesen empfohlen,[6]
- Ratgeber für die Beschäftigung und Aktivierung älterer Menschen,
- Sport- und Fitnessbücher für Senioren,
- Fachbücher für Betreuungskräfte und Praxisanleitende in der Pflege.